# Cyrto-hypnum tenuissimum
Cyrto-hypnum tenuissimum là một loài Rêu trong họ Thuidiaceae. Loài này được (Welw. & Duby) W.R. Buck & H.A. Crum mô tả khoa học đầu tiên năm 1990.